# Verde-gaio
Verde-gaio é uma das mais típicas danças populares do Ribatejo e Estremadura; embora seja mais popular no norte do que no sul de Portugal, é na região entre os rios Lis e Sado que, segundo Tomaz Ribas, o bailam melhor e mais a primor. Em geral o verde-gaio é acompanhado com harmónica ou realejo.
Em 1940 o nome desta dança foi utilizado para denominar a primeira companhia estatal de dança em Portugal inspirada no folclore nacional e em temas portugueses, Bailados Portugueses Verde Gaio.

## Verde-gaio
Ora tocada ao harmónio, ora à flauta (de sabugueiro, de cana e também de chaves adaptada), ao pífaro, na palheta, na concertina, à gaita-de-foles, no bandolim, na guitarra, o Verde-gaio não será provavelmente muito antigo. A referência mais recuada a este tipo de dança parece ser a de João Paulo Freire, que a coloca entre as preferidas dos saloios nos finais do século XIX.
A forma mais habitual de bailar o verde-gaio é a seguinte: "duas rodas, uma interior, a das raparigas, e outra exterior, a dos rapazes, ficando os pares frente a frente, «desagarrados». De início, as rodas giram lentamente, «com os pés a rastejar». Depois, os pares agarram-se e os rapazes conduzem as raparigas, estas «às arrecuas», até ao centro, onde batem os pés («é batido»). Regressam de imediato às posições iniciais, agora recuando os rapazes, e recomeça a roda."

## Bailados Portugueses Verde Gaio
|                                                |  |                                                                |
| Espetáculo dos Bailados Portugueses Verde Gaio |  | Maria Keil, Traje para o bailado A Lenda das Amendoeiras, 1940 |

A companhia Bailados Portugueses Verde Gaio foi criada em 1940 por iniciativa de António Ferro, diretor do Secretariado de Propaganda Nacional, inspirando-se nos Ballets Russes de Diaghilev. A ideia que presidiu à sua formação foi a de criar uma companhia de bailados que evocasse temas portugueses, o folclore, os usos e costumes nacionais, tendo contado com a colaboração de grandes nomes da época na coreografia, composição musical e artes plásticas.
Na origem da companhia estiveram, para além de António Ferro, o bailarino e coreógrafo Francis Graça (grande inovador do teatro musicado em Portugal e o principal responsável pela coreografia nos anos de maior vitalidade do grupo), o compositor Frederico de Freitas e o pintor Paulo Ferreira (o mais importante colaborador plástico do Verde Gaio).
O espetáculo de estreia ocorreu no Teatro da Trindade, Lisboa, a 8 de Novembro de 1940, durante as celebrações do Oitavo Centenário da Fundação da Nacionalidade; incluiu a A Lenda das Amendoeiras, Inês de Castro, Muro de Derrete e Ribatejo. A apresentação do ano seguinte, já no Teatro Nacional de S. Carlos, incluiu Dança da Menina Tonta, que iria se tornar-se no maior sucesso do Verde Gaio, sempre reposto e sempre calorosamente recebido pelo público.
Nos primeiros dez anos, período de apogeu da companhia, foram apresentados grande número de bailados, com aplauso da crítica e do público. A crítica foi sempre bastante benevolente, embora a qualidade e o rigor técnico das produções nem sempre correspondessem aos elogios prestados (assinale-se que, com exceção da dupla principal, de alto nível, formada por Francis Graça e Ruth Walden, todos os restantes bailarinos tinham, de início, uma formação e experiência muito restritas). Em 1947-48 Francis Graça fez uma permanência no Brasil e o seu lugar à frente do Verde Gaio foi ocupado, por iniciativa de Paulo Ferreira, por Guglielmo Morresi (primeiro bailarino da Ópera de Roma), e mais tarde por Ivo Cramér. Este Verde Gaio diferente, mais internacional, correspondeu em certa medida a um afastamento da sua linha original, que seria retomada com o regresso de Francis Graça e o seu bailado Nazaré, "que pode considerar-se verdadeiramente o último que ele e o Verde Gaio criaram.
O trabalho da década inicial culmina, de certo modo, com a apresentação no Théâtre des Champs-Élysées, Paris (1949), um espetáculo dominado pelas coreografias de Francis Graça (apresentado no programa como "diretor artístico e coreógrafo") com um ou outro bailado de Ivo Cramér. A década de 1950 é já um período de declínio, em parte devido ao afastamento de António Ferro do SPN/SNI, que deixou a companhia sem o apoio crucial do seu fundador. A partir de então o Verde Gaio quase apenas colaborou nas danças das óperas levadas à cena no Teatro de S. Carlos (o que vinha acontecendo desde 1946), continuando a exibir, de forma pontual, alguma peça do seu reportório em festas e cerimónias oficiais. Em 1960 Francis Graça foi definitivamente afastado do Verde Gaio, cuja direção foi entregue a Margarida de Abreu e Fernando Lima.
A companhia foi oficialmente extinta em 1977 após um longo declínio que Francis Graça, Fernando Lima e Margarida de Abreu (mas também Violette Quenolle e Daniel Seillier, ambos com excelente formação da Ópera de Paris, Paula Gareya, com larga experiência inglesa e Anna Ivanova), não puderam evitar.
A companhia definiu o seu rumo em «dança imponderável», aquela que se coaduna com o génio contemplativo dos lusitanos que sonham com o mar olhando o céu, ou sonham com o céu olhando o mar... Intérprete artístico das tradições, lendas, costumes, poesia, música, canções e danças ancestrais da Terra Lusíada em exaltação de seus motivos e temas nacionais. O grupo de bailados portugueses Verde Gaio, ao mesmo tempo que serve a arte da dança por suas exibições ou como escola de bailado, ou ainda através de permanente colaboração nas temporadas líricas de Ópera, contribuiu também para a progressiva renovação do Teatro musicado, quer no ponto de vista coreográfico e espetacular, quer quanto às exigências de bom gosto nas montagens, pela melhor e mais harmónica utilização dos elementos de decoração cénica.

### Cronologia[4]

#### 1940 – Teatro da Trindade

Francis Graça e Ruth Walden em Passatempo, Bailados Portugueses Verde Gaio, 1941

- Lenda das Amendoeiras – coreografia: Francis Graça; argumento: Fernanda de Castro; música: Jorge Croner de Vasconcelos; cenários e figurinos: Maria Keil.
- Inês de Castro – coreografia: Francis Graça; argumento: Adolfo Simões Müller; música: Ruy Coelho; cenários e figurinos: José Barbosa (cenógrafo).
- Muro do Derrete – coreografia: Francis Graça; argumento: Carlos Queiroz; música: Frederico de Freitas; cenários e figurinos: Paulo Ferreira.
- Ribatejo – coreografia: Francis Graça; música: Frederico de Freitas; cenário: Estrela Faria; figurinos: Bernardo Marques.

#### 1941 – Teatro Nacional de S. Carlos
- O Homem do Cravo na Boca – coreografia: Francis Graça; argumento: Francisco Laje; música: Armando José Fernandes; cenários e figurinos: Bernardo Marques.
- Dança da Menina Tonta – coreografia: Francis Graça; argumento: Paulo Ferreira; música: Frederico de Freitas; cenários, cortina e figurinos: Paulo Ferreira.

#### 1941 – Teatro Nacional D. Maria II
- Passatempo – coreografia: Francis Graça; música: Frederico de Freitas, Ruy Coelho, Alexandre Rey Colaço, Ernesto Halffter; cenários e figurinos: Thomaz de Mello (Tom).

#### 1943 – Teatro Nacional de S. Carlos
- D. Sebastião – coreografia: Francis Graça; argumento: António Ferro; música: Ruy Coelho; cenários e cortinas: Carlos Botelho; figurinos: Mily Possoz.
- Imagens da Terra e do Mar – coreografia: Francis Graça; argumento: António Ferro; música: Frederico de Freitas; cenário: Carlos Botelho; cortinas e figurinos: Paulo Ferreira.

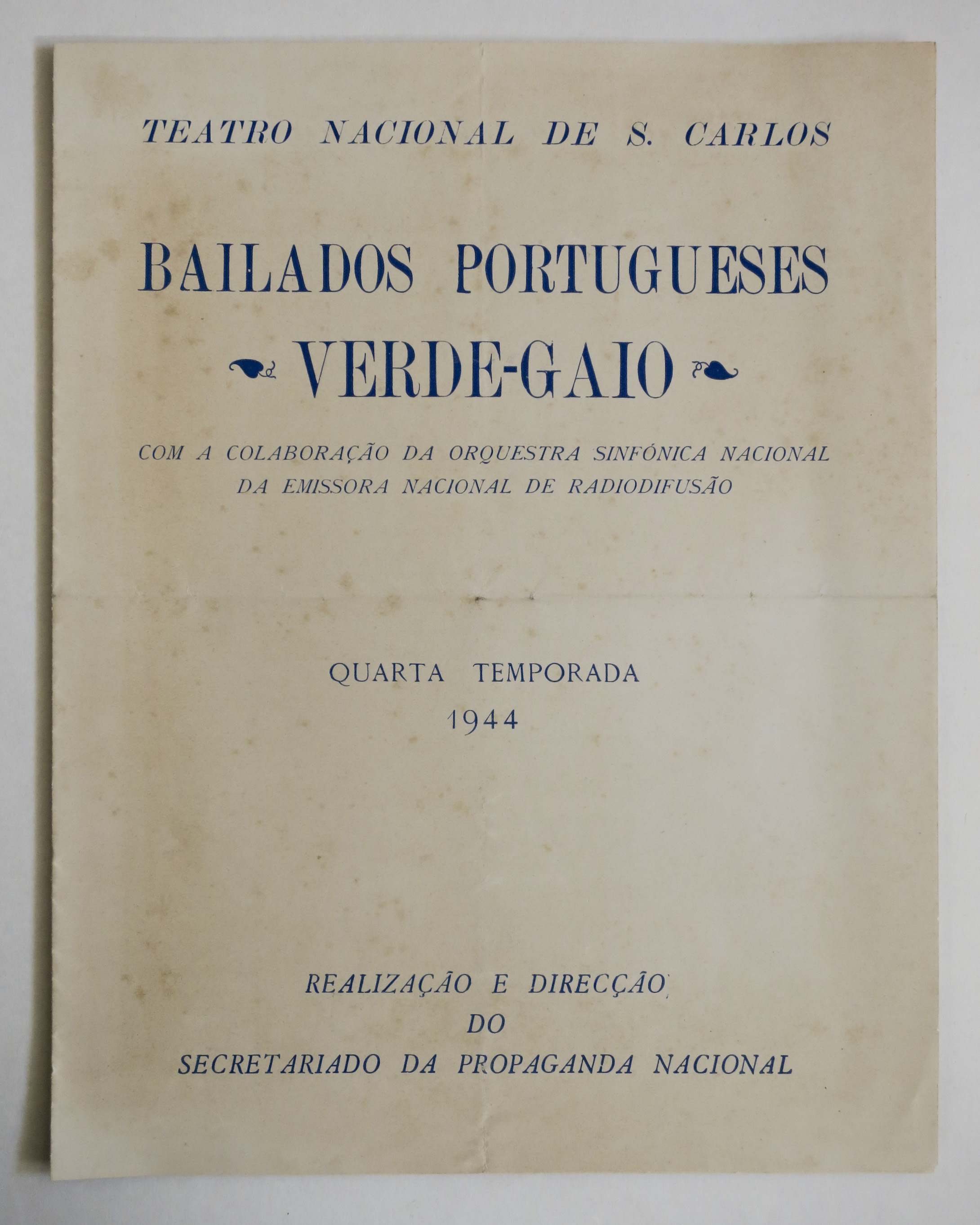
Bailados Verde Gaio, Teatro Nacional de S. Carlos, 1944, p.1
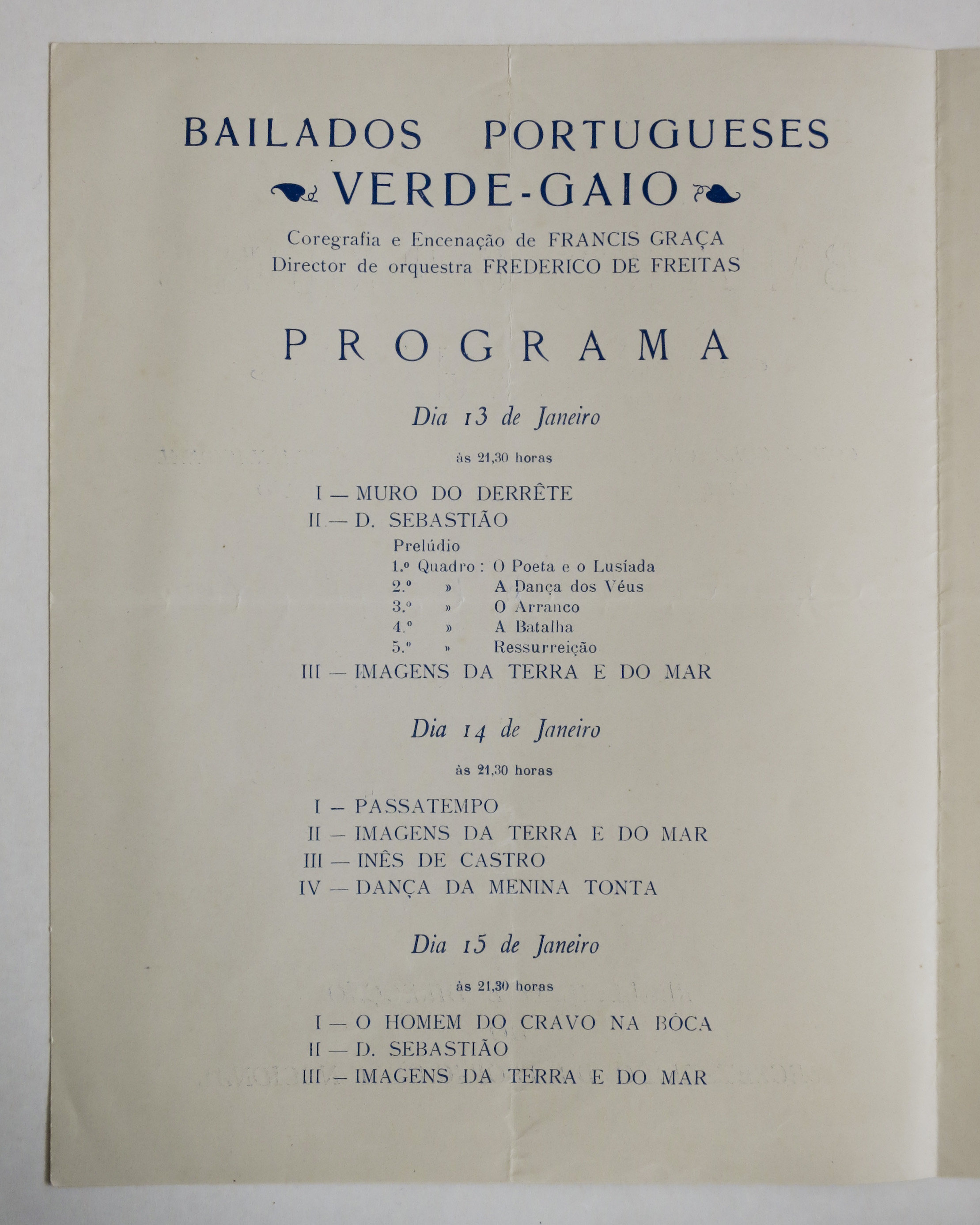
Bailados Verde Gaio, Teatro Nacional de S. Carlos, 1944, p.2
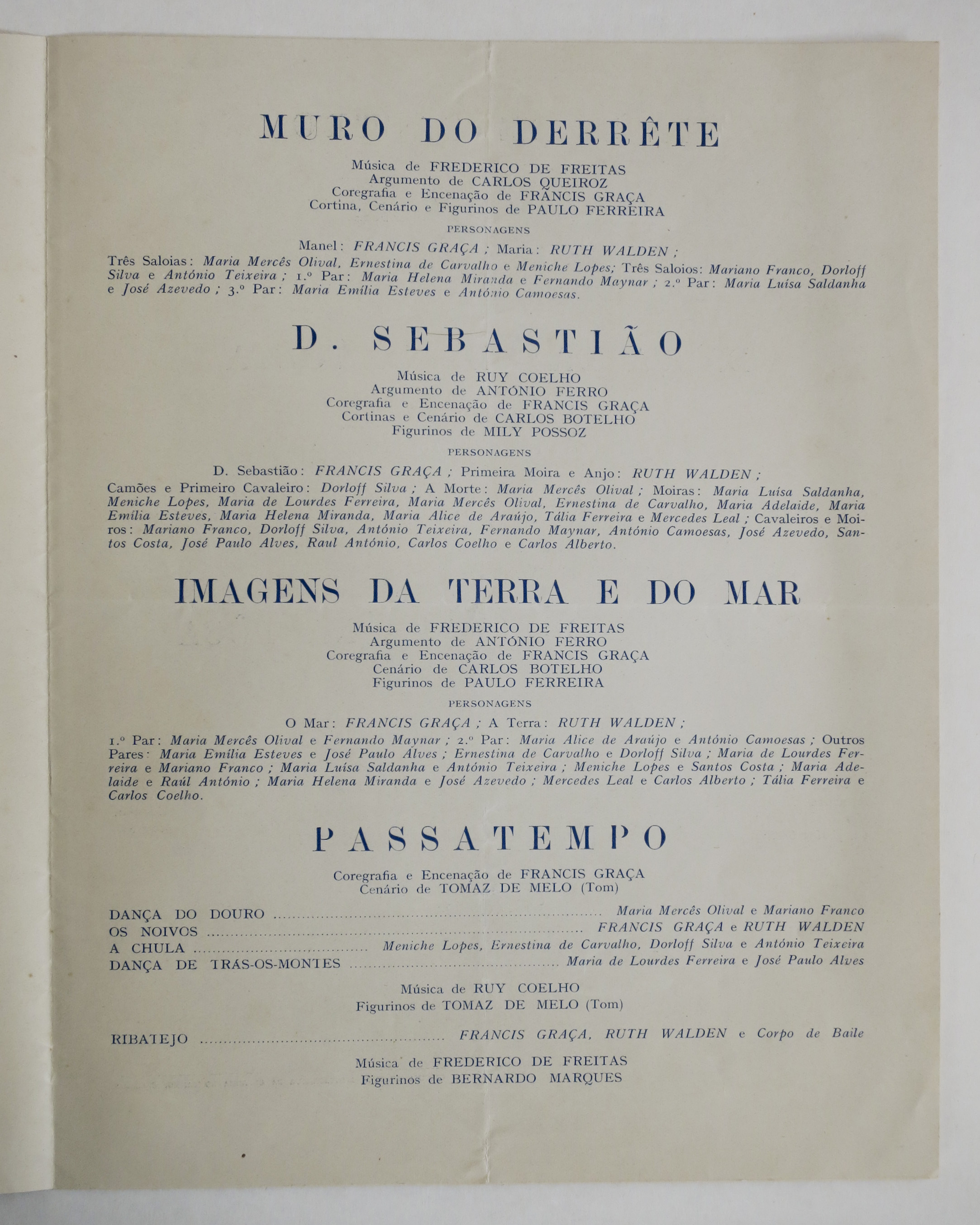
Bailados Verde Gaio, Teatro Nacional de S. Carlos, 1944, p.3
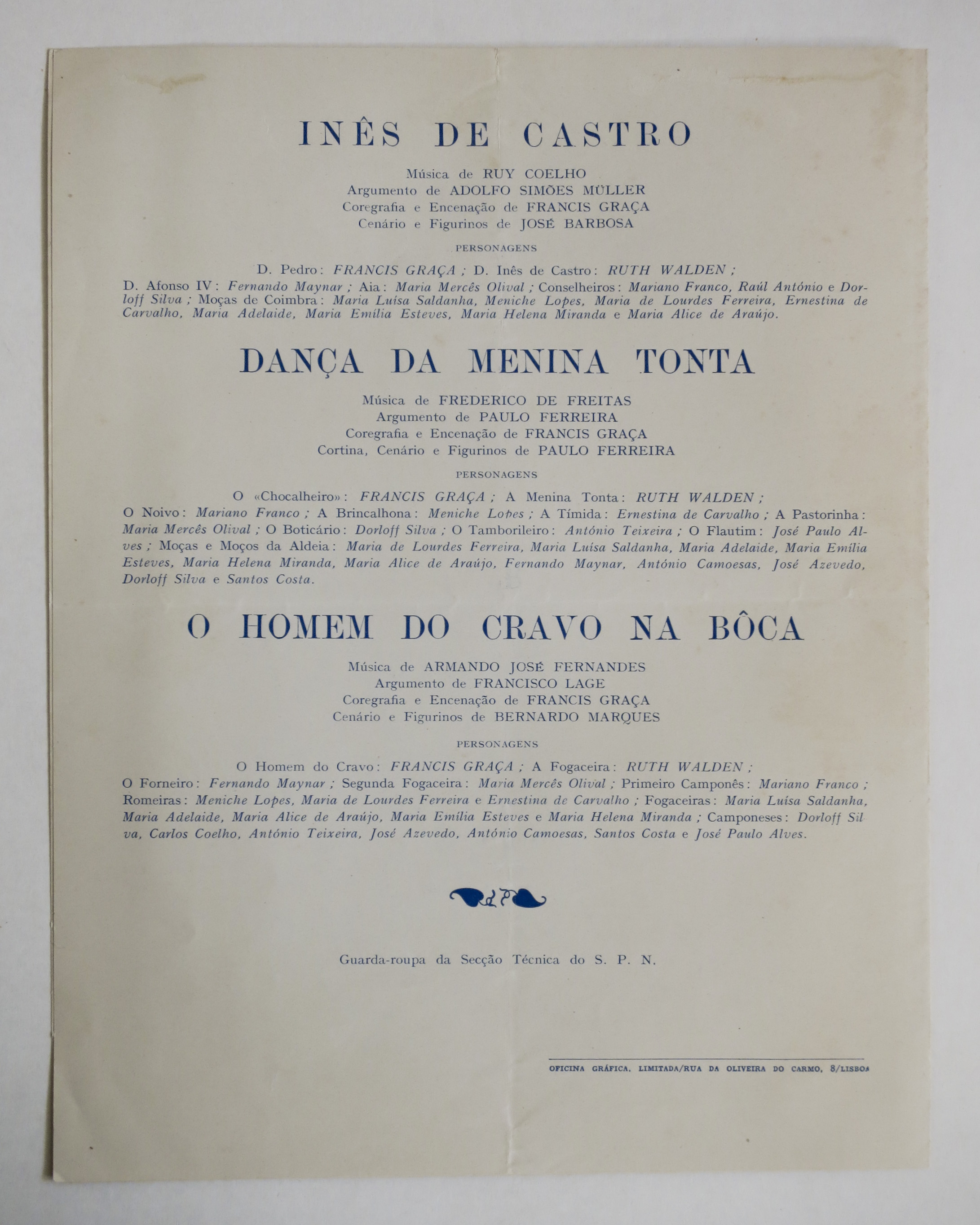
Bailados Verde Gaio, Teatro Nacional de S. Carlos, 1944, p.4

#### 1947 – Teatro Nacional de S. Carlos
- Festa no Jardim – coreografia: Guglielmo Morresi; argumento: Francisco Lage; música: Wolfgang Amadeus Mozart; cenários e figurinos: Paulo Ferreira.
- Noite sem fim – coreografia da 1ª versão: Guglielmo Morresi; argumento: António Ferro; música da 1ª versão: Camille Saint-Saëns (Dança Macabra); cenários e figurinos: Paulo Ferreira.
- Farandole
- Tarantela

#### 1948 – Teatro Nacional de S. Carlos
- Noite sem fim – coreografia da 2ª versão: Ivo Cramér; argumento: António Ferro; música da 2ª versão:  Mussorgsky (Uma Noite no Monte Calvo); cenários e figurinos: Paulo Ferreira.
- Nazaré– coreografia: Francis Graça; argumento: Francis Graça; música: Frederico de Freitas; cenário e figurinos: José Barbosa.
- Balada – coreografia: Ivo Cramér; música: Maurice Ravel (fragmentos de Ma Mère l'Oye); cenário e figurinos: Paulo Ferreira.
- Aventuras de Arlequim – coreografia: Ivo Cramér; música: Domenico Scarlatti; cenário e figurinos: Paulo Ferreira.
- A Menina e os Fantoches – coreografia: Ivo Cramér; argumento: Paulo Ferreira e Ivo Cramér; música: Serguei Prokofiev (O Pedro e o Lobo); cenário e figurinos: Paulo Ferreira.
- Três Danças – coreografia: Francis Graça; música:Oscar da Silva; figurinos: José Barbosa.
- Quatro Danças
- Para Lá do Oriente

### Alguns bailarinos[12]
- Francis Graça
- Ruth Walden
- Constantino Rocha (ou Constante Rocha)
- Guglielmo Morresi
- Ivo Cramér
- Barbara Thiel
- Tyyne Talvo
- Violette Quenolle
- Isabel Santa Rosa
- Fernando Lima
- Armando Jorge
- Jose Carlos Pisco
- Vasco Wellenkamp
- Wanda Ribeiro da Silva